# Biuro rzeczy znalezionych (powieść)
Biuro rzeczy znalezionych (niem. Fundbüro) – powieść autorstwa Siegfrieda Lenza z 2003, w Polsce wydana po raz pierwszy w 2006 przez wydawnictwo Czytelnik w tłumaczeniu Sławy Lisieckiej.
Autor opowiada historię 24-letniego Henrego Neffa, który idzie w życiu zawodowym własną drogą, ignorując rodzinne i społeczne naciski odnośnie ścieżki rozwoju życiowego. Postanawia zatrudnić się w biurze rzeczy znalezionych na dworcu kolejowym, zjeżdżając "na boczny tor" życia. Nie prowadzi stąd "żaden tor do kariery", nie ma możliwości awansu, można się czuć "jak odczepiony wagon". Jako, że jego rodzina od pokoleń kieruje wielkim przedsiębiorstwem kolejowym, to jego wybór miejsca, które nie pozwala się "ustawić", pozostaje w pełni autonomiczny, a praca przynosi mu ogromną satysfakcję.
Powieść traktuje o inności, która nie jest organicznie przypisana, ale jest owocem wyboru (w tym wypadku ścieżki zawodowej). Wymaga ona heroizmu, by w niej wytrwać, mimo silnych społecznych nacisków.